# 埃弗里 (愛達荷州)
埃弗里（英語：Avery）是位於美國愛達荷州肖肖尼縣的一個非建制地區。

## 地理
埃弗里的座標為47°15′00″N 115°48′00″W / 47.25000°N 115.80000°W，而該地的平均海拔高度為758米（即2486英尺）。